# LevoBank
Die levoBank eG ist eine deutsche Genossenschaftsbank mit Sitz in der saarländischen Stadt Lebach im Landkreis Saarlouis.

## Geschichte

### Lebacher Volksbank e.G.
Am 1. Dezember 1895 wurde von 27 Gründungsmitgliedern aus Lebach, Landsweiler, Eidenborn, Niedersaubach und Rümmelbach der Lebacher Spar- und Darlehensverein mit unbeschränkter Haftung gegründet. Am 29. Juni 1922 wurde die Firma bei einem Mitgliederstand von 320 in Lebacher Volksbank e.G.m.u.H. geändert.  
In den Jahren 1964 und 1968 fanden die ersten Fusionen statt: In 1964 fusionierte die Lebacher Volksbank eGmbH mit der Raiffeisenkasse Gresaubach eGmbH mit Sitz in Gresaubach und der Raiffeisenkasse Steinbach-Dörsdorf eGmbH mit Sitz in Steinbach sowie in 1968 mit der Raiffeisenkasse Körprich eGmbH mit Sitz in Körprich und der Raiffeisenkasse Reisbach eGmbH mit Sitz in Reisbach.

### Eppelborner Volksbank eG
Die Eppelborner Volksbank mit dem Sitz in Eppelborn hatte ihren Ursprung im Jahr 1901. 28 Mitglieder gründeten den Eppelborner Spar- und Darlehenskassenverein eGmuH. Nach mehreren Fusionen in den Folgejahren wurde der Firmenname in „Eppelborner Volksbank eG“ umgewandelt und die Bank führte zuletzt acht Filialen.

### Raiffeisenbank Wiesbach
Die ehemalige Raiffeisenbank Wiesbach eG mit dem Sitz in Wiesbach wurde 1902 von 79 Wiesbacher Bürgern gegründet und hatte als kleine eigenständige Bank keine Filialen. Neben den banküblichen Geschäften betrieb sie einen Baustoffhandel und Brennstoffhandel und führte ein breites Sortiment an Gartenartikeln und Heimwerkerbedarf. Dieser Raiffeisen-Markt wurde auch nach der Fusion fortgeführt und besteht bis zum heutigen Tag.

### Fusionen
2003 entstand aus der Lebacher Volksbank e.G. und der Eppelborner Volksbank eG die levoBank Vereinte Volksbanken Lebach Eppelborn eG. Mit der Fusion wurde das neue Logo der Bank eingeführt. Zuvor wurden die Geschäftsräume in Lebach grundlegend umgebaut und modernisiert. 2009 entstand durch die Fusion mit der Raiffeisenbank Wiesbach eG die heutige levoBank eG. Die ehemalige Raiffeisenbank Wiesbach eG wird seit der Fusion als „Raiffeisenbank Wiesbach Zweigniederlassung der levoBank eG“ geführt.

## Rechtsverhältnisse
Die levoBank eG ist im Genossenschaftsregister beim Amtsgericht Saarbrücken unter GnR 95 eingetragen.

## Organisationsstruktur
Rechtsgrundlagen sind das Genossenschaftsgesetz und die durch die Vertreterversammlung beschlossene Satzung. Organe der Bank sind der Vorstand, der Aufsichtsrat und die Vertreterversammlung.

## Sicherungseinrichtung
Die levoBank eG ist der amtlich anerkannten Sicherungseinrichtung des Bundesverbandes der Deutschen Volksbanken und Raiffeisenbanken GmbH und der zusätzlichen freiwilligen Sicherungseinrichtung des Bundesverbandes der Deutschen Volksbanken und Raiffeisenbanken e.V. angeschlossen.

## Geschäftsausrichtung
Die levoBank eG betreibt das Universalbankgeschäft und fokussiert sich auf Privatkunden sowie auf mittelständische Firmenkunden und Freiberufler. Im Verbundgeschäft arbeitet sie mit der DZ Bank, R+V Versicherung, Bausparkasse Schwäbisch Hall, Teambank, VR Smart Finanz, DZ Hyp und der Union Investment zusammen.
Im Rahmen ihrer Geschäftsstrategie investiert die Bank in erneuerbare Energien. Im Jahr 2013 wurde ihr von der IHK des Saarlandes und dem Ministerium für Soziales, Gesundheit, Frauen und Familien das Gütesiegel „Familienfreundliches Unternehmen“ verliehen.
Für das Geschäftsgebiet von Baulanderschließung über die Vermarktung, Planung und Finanzierung bis hin zum schlüsselfertigen Bauen war und ist bis heute die Tochtergesellschaft RBW Immobilien GmbH zuständig.

## Geschäftsgebiet
Das Geschäftsgebiet liegt im Nordosten des Landkreises Saarlouis sowie im Westen der Landkreises Neunkirchen und umfasst die Stadt Lebach sowie die Gemeinden Eppelborn, Illingen, Saarwellingen und Nalbach.
An diesen Orten betreibt die Bank Filialen:
- Lebach (Hauptstelle, jur. Sitz)
- Eppelborn (Geschäftsstelle)
- Uchtelfangen (Geschäftsstelle)
- Wiesbach (Geschäftsstelle)
- Steinbach (Geschäftsstelle)
- Gresaubach (Geschäftsstelle)
- Körprich (Geschäftsstelle)

Zur levoBank eG gehören außerdem ein Raiffeisenmarkt in Wiesbach.